# Asbjørn A/S
Asbjørn A/S er en dansk fiskerivirksomhed med hovedkvarter i Hirtshals. Den er ejet af Fridi Petur Magnusen og Roi Magnusen, der etablerede selskabet i 2010. Virksomheden fisker efter pelagiske fisk som sild og Makrel på fiskefartøjet Asbjørn. Skibet Asbjørn var indtil 2023 kendt som Ruth og tilhørte før 2021 fiskerivirksomheden Ruth.
Asbjørn ejede i 2017 danske fiskekvoter på 85.054 tons industri-fisk, hvilket var 9 % af Danmarks samlede industri-fiskekvote.